# 久家靖秀
久家 靖秀（くげ やすひで）は、日本の写真家。福岡県福岡市中央区警固出身。

## 写真集
- 『AILENS』(CLUBKING、1996年)
- 『絶対速度』(エンターブレイン、2001年)
- 『cover/girl』(朝日出版社、2003年)
- 『LIFT』(青幻舎、2004年)
- 『塩ノ花／三宅島』(KOKUYO、2005年)
- 『庭と園』(FOIL、2008年)
- 『Atelier』(FOIL、2009年)

## その他
- Casa BRUTUS特別編集 ニッポンの老舗デザイン（マガジンハウス・編、文・橋本麻里、写真・久家靖秀、2011年2月、マガジンハウス）ISBN 978-4838786404

## 展示歴
- 1994-95. 「STREET STYLE展」V&A MUSEUM/LONDON
- 2001-05 「交叉配列」西瓜糖/東京
- 2003 「Midlife Process」T&S GALLERY/東京
- 2006-07 「久家靖秀展」T&S GALLERY/東京

## 受賞歴
朝日広告賞、毎日広告賞、日本雑誌広告賞など。